# Мёрштадт
Мёрштадт (нем. Mörstadt) — община в Германии, в земле Рейнланд-Пфальц. 
Входит в состав района Альцай-Вормс. Подчиняется управлению Монсхайм.  Население составляет 898 человек (на 31 декабря 2010 года). Занимает площадь 5,62 км².